# Файн, Катерина Викторовна
Катери́на Ви́кторовна Файн (7 ноября 1975, Ленинград) — российская поэтесса, драматург, культуролог, член Союза писателей России и Гильдии драматургов Санкт-Петербурга.

## Биография
Катерина Файн родилась 7 ноября 1975 года в Ленинграде в театральной семье. Мать — артистка Балета на льду, отец — музыкант оркестра (труба). Училась в педагогической гимназии, занималась журналистикой в клубе «Дерзание» Дворца творчества юных. В 1993 году поступила в Санкт-Петербургский государственный институт культуры на отделение режиссуры массовых праздников. Через три года перешла на факультет культурологии. В 1999 году защитила диплом по теме «Театры-кабаре начала XX века». Работала в библиотеках, музеях, издательствах города.

## Книги
- «Имя собственное», стихи (СПб.: Формика, 2000)[1]
- «Без ничего», стихи (СПб.: Формика, 2002)[1]
- «Декорация независимости», стихи (СПб.: Фонд русской поэзии, 2003)[1]
- «Dvarи», пьесы (СПб.: Красный матрос, 2006)
- «Одиллия больше не лебедь», пьесы (СПб.: Деан, 2009)

## Публикации в журналах
«Арион», «Знамя», «Балтийские сезоны», «Петрополь», «Интерпоэзия», «Царское Село», «Наш Первый», «Царскосельский альманах», «Полиреализм» и др.

## Публикации в сборниках
- «Автограф» (СПб., 2010)
- «Котэрра» (СПб., 2011)
- «Одинокий мужчина с пишущей машинкой» (СПб., 2014)
- «Антология современной российской пьесы» на китайском языке (Пекин, 2015)
- «Увидеть слово» (СПб., 2015)
- «Двери счастья» (СПб., 2023)

## Театральные постановки
Автор десяти пьес. Пьесы поставлены в театрах Москвы, Санкт-Петербурга, Московской области (Гжель, Егорьевск), Иваново, Новосибирска, Пскова, Челябинска, Владимира, Брянска, Рославля, Каменец-Подольского (Украина), Орла, Перми, Ижевска, Мурманска, Ростова-на-Дону, Владикавказа, Крыма, Дубая, на радио «Петербург». Среди режиссёров-постановщиков Юрий Томошевский и Игорь Миркурбанов.
Пьесы переводились на английский, китайский, украинский языки, издавались в сборниках.

## Киносценарии
«Видеовыход», к/м, 17 мин.
Фильм принимал участие во многих международных кинофестивалях, получал призы в номинациях «Лучшее игровое кино» («Первый шаг», Великий Новгород, 2014), «Лучший сценарий» («Арт-Изо-Фест», Москва, 2014; «Вкратце!», Волгоград, 2015), «Лучшая режиссура» («Вкратце!», Волгоград, 2015).

## Песни
В 2008 году на стихи Катерины Файн Вячеслав Бутусов написал песню «Скажи мне, птица», вошедшую в альбом «Богомол» группы Ю-Питер.
В 2010 году на стихи Катерины Файн Севара Назархан написала песню «Я устала», вошедшую в альбом певицы «Так легко».

## Признание и награды
- 2003 — лауреат конкурса «Молодой Петербург»
- 2004 — лауреат Царскосельской художественной премии[1]
- 2008 — шорт-лист VI Международного конкурса драматургов «Евразия» (пьеса «Немимора»)
- 2012 — победитель конкурса «Открытая сцена Сибири. Осень» (пьеса «Alina pro»)
- 2013 — дипломант Всероссийской премии им. А. К. Толстого в номинации «Драматургия» (пьеса «Экстренная связь с машинистом»)
- 2014 — шорт-лист II конкурса новой драматургии «Ремарка» (пьеса «Чётная сторона Луны»)
- 2015 — победитель I Международного фестиваля киносценарных работ «Настоящее» (сценарий игрового полнометражного фильма «Помидоры плачут в салате»)
- 2015 — дипломант Всероссийской премии им. А. К. Толстого в номинации «Драматургия» (пьеса «Кроме пятницы и воскресенья»)
- 2016 — шорт-лист VIII Международного конкурса современной драматургии «Время драмы. Весна» (пьеса «Тонька — золотая сумка»)
- 2018 — шорт-лист I литературного конкурса «Красный Нос» (поэма «Про Семёна Ильича»)
- 2018 — шорт-лист Всероссийской премии им. А. К. Толстого в номинации «Драматургия» (пьеса «Попробуй упасть медленно»)
- 2018 — шорт-лист I Международного конкурса современной драмы «Автора — на сцену!» (пьеса «Тонька — золотая сумка»)